# فرانتس فون بودمان
فرانتس هرمان یوهان ماریا فرایهر فون بودمان (۲۳ مارس ۱۹۰۸ در زوایفالتندورف-۲۵ مه ۱۹۴۵ در التنمارکت ایم پانگو) افسر آلمان نازی بود که در چندین اردوگاه کار اجباری به عنوان پزشک اردوگاه خدمت می‌کرد.

## پیشینه
فون بودمان در مه ۱۹۳۲ به حزب نازی و در ۱۹۳۴ به اس‌اس پیوست. از اکتبر ۱۹۳۹ تا ژوئن ۱۹۴۰ و از ژوئیه ۱۹۴۱ تا ژانویه در اولم در گردان دوم به عنوان پزشک خدمت کرد. در سال ۱۹۴۱ بود که او به درجه اوبراشتورمفورر ارتقا یافت.

## در اردوگاه‌ها
فون بودمان در فوریه ۱۹۴۲ در اردوگاه کار اجباری آشویتس به عنوان پزشک اردوگاه گماشته شد و سال بعد نیز سمت مشابهی را در اردوگاه کار اجباری مایدانک گرفت. او بعدها همان نقش را در اردوگاه کار اجباری ناتزوایلر-اشتروتهوف و از سپتامبر ۱۹۴۳ در اردوگاه کار اجباری وایوارا ایفا کرد. در مقطعی او همچنین در اردوگاه کار اجباری نوینگامه کار کرد، اگرچه تاریخ دقیق آن مشخص نیست. شاهدان عینی ادعا کردند که در آشویتس فون بودمان زندانیان را خود با تزریق فنول در رگهایشان می‌کشت و همچنین اظهار داشتند که وی اقدامات مشابهی را در اردوگاه‌های دیگر انجام داده‌است. خروج فون بودمان از آشویتس، که در آن او هیچ مافوقی نداشت و به همین دلیل تا حد زیادی به دلخواه خود عمل می‌کرد، اندک زمانی پس از ورود وی به اردوگاه و مبتلا شدن به تیفوس رخ داد.
او در سپتامبر ۱۹۴۴ به منظور کار در اداره اصلی اقتصادی و اجرایی اس‌اس و سپس به اداره هماهنگی برای آلمانی‌تبارها اردوگاه‌ها را ترک کرد. مأموریت نهایی وی به عنوان پزشک در لشکر پنجم زرهی اس‌اس وایکینگ بود. او به عنوان اسیر جنگی گرفته شد و در بیمارستان نظامی نگهداری شد. وی اندکی پس از پایان جنگ جهانی دوم خود را کشت.